# 上島拓巳
上島 拓巳（かみじま たくみ、1997年2月5日 - ）は、千葉県佐倉市出身のプロサッカー選手。Jリーグ・アビスパ福岡所属。ポジションはディフェンダー（センターバック）。
妻はタレントの新井遥（2022年8月入籍）。ファッションブランド「near.nippon（ニアーニッポン）」のデザイナーである上島朋子は親戚。

## 来歴
佐倉市立青菅小学校、佐倉市立井野中学校、柏日体高等学校出身。柏レイソルのアカデミーで約10年間を過ごし、U-18時代には中山雄太とセンターバックのコンビを組んだ。
大学生になると中央大学に進学。2018年7月にユース時代に過ごした柏レイソルへの2019年度の入団が内定、8月には特別指定選手登録された。また、4年時には関東大学リーグの2部で優勝を果たして1部復帰に貢献した。
2019年より柏レイソルに入団。3月13日のルヴァンカップ第2節・FC東京戦でプロデビューを果たした。
2020年、アビスパ福岡に期限付き移籍。同年7月19日、J2第6節・徳島ヴォルティス戦でプロ初ゴールを決めた。また、9月には空中戦の強さと堅い守備が評価され9月度J2月間MVPを受賞した。
2021年1月5日、柏レイソルに復帰することが発表された。背番号は「44」番。
2023年、横浜F・マリノスへ完全移籍。3月12日、北海道コンサドーレ札幌戦でJ通算100試合出場を達成。

## 所属クラブ
- 2002年 - 2004年 ユーカリヶ丘SC
- 2005年 - 2007年 柏レイソルU-12 (佐倉市立青菅小学校)
- 2008年 - 2010年 柏レイソルU-15 (佐倉市立井野中学校)
- 2011年 - 2014年 柏レイソルU-18 (日本体育大学柏高等学校)
- 2015年 - 2018年 中央大学
  - 2018年7月 - 同年12月  柏レイソル (特別指定選手)
- 2019年 - 2022年  柏レイソル
  - 2020年  アビスパ福岡 (期限付き移籍)
- 2023年 - 2024年  横浜F・マリノス
- 2025年 -  アビスパ福岡

## 個人成績
| 国内大会個人成績 | 国内大会個人成績 | 国内大会個人成績 | 国内大会個人成績 | 国内大会個人成績 | 国内大会個人成績 | 国内大会個人成績 | 国内大会個人成績 | 国内大会個人成績 | 国内大会個人成績 | 国内大会個人成績 | 国内大会個人成績 |
| 年度             | クラブ           | 背番号           | リーグ           | リーグ戦         | リーグ戦         | リーグ杯         | リーグ杯         | オープン杯       | オープン杯       | 期間通算         | 期間通算         |
| 年度             | クラブ           | 背番号           | リーグ           | 出場             | 得点             | 出場             | 得点             | 出場             | 得点             | 出場             | 得点             |
| 日本             | 日本             | 日本             | 日本             | リーグ戦         | リーグ戦         | リーグ杯         | リーグ杯         | 天皇杯           | 天皇杯           | 期間通算         | 期間通算         |
| ---------------- | ---------------- | ---------------- | ---------------- | ---------------- | ---------------- | ---------------- | ---------------- | ---------------- | ---------------- | ---------------- | ---------------- |
| 2019             | 柏               | 20               | J2               | 10               | 0                | 4                | 0                | 0                | 0                | 14               | 0                |
| 2020             | 福岡             | 50               | J2               | 41               | 2                | -                | -                | -                | -                | 41               | 2                |
| 2021             | 柏               | 44               | J1               | 22               | 0                | 5                | 0                | 0                | 0                | 27               | 0                |
| 2022             | 柏               | 44               | J1               | 24               | 0                | 4                | 0                | 2                | 0                | 30               | 0                |
| 2023             | 横浜FM           | 15               | J1               | 21               | 0                | 8                | 0                | 1                | 0                | 30               | 0                |
| 2024             | 横浜FM           | 15               | J1               | 26               | 0                | 4                | 0                | 4                | 0                | 34               | 0                |
| 2025             | 福岡             | 5                | J1               |                  |                  |                  |                  |                  |                  |                  |                  |
| 通算             | 日本             | 日本             | J1               | 93               | 0                | 21               | 0                | 7                | 0                | 121              | 0                |
| 通算             | 日本             | 日本             | J2               | 51               | 2                | 4                | 0                | 0                | 0                | 55               | 2                |
| 総通算           | 総通算           | 総通算           | 総通算           | 144              | 2                | 21               | 0                | 7                | 0                | 176              | 2                |

その他の公式戦
- 2023年
  - FUJI XEROX SUPER CUP 1試合0得点

| 国際大会個人成績 | 国際大会個人成績 | 国際大会個人成績 | 国際大会個人成績 | 国際大会個人成績 |
| 年度             | クラブ           | 背番号           | 出場             | 得点             |
| AFC              | AFC              | AFC              | ACL              | ACL              |
| ---------------- | ---------------- | ---------------- | ---------------- | ---------------- |
| 2023-24          | 横浜FM           | 15               | 11               | 0                |
| 2024-25          | 横浜FM           | 15               | 6                | 0                |
| 通算             | AFC              | AFC              | 17               | 0                |

出場歴
- Jリーグ初出場 - 2019年3月23日 J2第5節 ファジアーノ岡山戦 (三協フロンテア柏スタジアム)
- Jリーグ初得点 - 2020年7月19日 J2第6節 徳島ヴォルティス戦 (鳴門・大塚スポーツパーク
ポカリスエットスタジアム)

## タイトル

### クラブ
柏レイソルU-18
- 高円宮杯U-18サッカーリーグ プレミアリーグEAST（2014年）

中央大学
- 関東大学サッカーリーグ戦2部（2018年）

柏レイソル
- J2リーグ（2019年）

横浜F・マリノス
- FUJIFILM SUPER CUP ：1回（2023年）

### 個人
- 関東大学サッカーリーグ戦2部・ベストイレブン (2018年)
- J2リーグ 月間MVP (2020年9月)

## 代表・選抜歴
- U-18Jリーグ選抜
  - NEST GENERATION MUCH（2014年）
- U-17日本代表
  - 国際ユースサッカーin新潟（2014年）
- 全日本大学選抜
  - デンソーカップサッカー（2015年）